# Select (bíter)
El bíter Select és una beguda de tipus amarg que es consumeix com a aperitiu. Fou  creada l'any 1920 a Venècia per la destil·leria "Fratelli Pilla & C". Actualment es produeix pel Gruppo Montenegro.

## Història
Originalment es bevia sol, mesclat amb refresc o aigua carbonatada, o barrejat en nombrosos còctels. Segons alguns entusiastes, Select va ser el primer aperitiu que es va utilitzar en el Spritz venecià en la recepta emprada avui en dia de forma mundial.
L'any 1954 Select fou adquirida per la destil·leria Jean Buton, posteriorment absorbida pel Grup Montenegro, que va continuar la producció amb la recepta i la imatge originals dels anys vint.

## Característiques
L'aperitiu Select destaca per la complexitat aromàtica i un equilibri de gust dolç i amarg. En destaca en color vermell  robí amb reflexos ataronjats. La recepta secreta original inclou l'ús de 30 herbes aromàtiques entre les quals destaquen el ruibarbre i les baies de ginebre que li aporten aquestes característiques cítriques, d'oli essencial i balsàmiques. A Venècia, és una pràctica habitual servir el Selcet Spritz Select amb una oliva de pinyol.

## L'ampolla
Actualment l'ampolla de Select es mostra tal com l'ampolla original dels anys 20 on s'inclouen algunes referències a la seva història, origen venecians i el suggeriment de presentació en la tradicional copa estilitzada.